# Ariadne (ferry)
Pour les articles homonymes, voir Ariadne (homonymie).
L‘Ariadne (en grec : Αριάδνη, Ariádni) est un ferry appartenant au groupe Attica. Construit de 1995 à 1996 aux chantiers Mitsubishi Heavy Industries de Shimonoseki pour la compagnie japonaise Higashi Nihon Ferry, il portait à l'origine le nom de Rainbow Bell (れいんぼうべる, Reinbō Beru). Mis en service en avril 1996 entre la préfecture de Niigata sur l'île d'Honshū et la préfecture de Fukuoka sur l'île de Kyūshū, son exploitation peinera toutefois à être rentabilisée et sera interrompue en 2001. Racheté en 2004 par la compagnie Marine Express, il est renommé Ferry Himuka (フェリーひむか, Ferī Himuka) et affecté entre Ōsaka et la préfecture de Miyazaki, également sur l'île de Kyūshū. Transféré en 2005 au sein de la compagnie Miyazaki Car Ferry à la suite de la faillite de Marine Express, il est retiré du service l'année suivante et revendu à la compagnie grecque Hellenic Seaways. Rebaptisé Ariadne, il bénéficie d'une importante refonte visant à augmenter sa capacité et le confort de ses installations. En service depuis septembre 2007 en Méditerranée, il a été affrété à plusieurs reprises par d'autres compagnies, en particulier Algérie Ferries durant les étés 2009 à 2013 ou plus récemment Tirrenia entre 2018 et 2021. Transféré au sein de Superfast Ferries en décembre 2023, il navigue actuellement entre la Grèce et l'Italie.

## Histoire

### Origines et construction
En 1991, la compagnie Higashi Nihon Ferry et la préfecture de Fukuoka mettent en place un partenariat pour l'exploitation d'une ligne maritime entre Fukuoka et la préfecture de Niigata sur l'île d'Honshū. Créée à l'occasion, la compagnie Kyu-Etsu Ferry affrète dans un premier temps le ferry Hercules. Mais ce navire se révèle rapidement inadapté aux conditions météorologiques parfois difficiles de la mer du Japon. La décision est donc prise de faire construire une paire de navires spécifiquement adaptés pour cette ligne. En prévision, le capital de Kyu-Etsu Ferry est porté à 800 millions de yens.
Les futurs navires sont conçus sur la base des navires Hermes, Hercules et Hestia d'Higashi Nihon Ferry avec des dimensions similaires. La coque des navires affiche cependant une allure plus massive afin de naviguer convenablement même par gros temps. Dessinée par le cabinet français SDI de l'architecte Joël Bretecher, l'apparence des futures unités se veut particulière avec une ligne plus élégante et tranche avec ce qui se fait habituellement au sein de la construction navale japonaise. Prévus pour transporter un peu plus de 300 passagers, les installations leur étant dédiées occupent néanmoins deux ponts et s'avèrent variées avec un restaurant, un café panoramique et plusieurs distractions telles qu'un cinéma ou un karaoké ainsi que de confortables cabines. Comme la plupart des ferries japonais, la conception du garage est plutôt orientée vers le transport du fret avec une capacité de 150 remorques et 70 véhicules particuliers.
Assurée par les chantiers Mitsubishi Heavy Industries, la construction du premier navire, baptisé Rainbow Bell, débute à Shimonoseki le 3 juillet 1995. Le navire est ensuite lancé le 8 décembre suivant puis achevé durant environ cinq mois. Il est livré à son propriétaire le 28 mars 1996.

### Service

#### Kyu-Etsu Ferry (1996-2004)
Le Rainbow Bell est mis en service le 9 avril 1996 entre Jōetsu et Fukuoka. Rejoint en 1997 par son jumeau le Rainbow Love, les deux navires assurent alors en tandem une rotation quotidienne. Cependant, l'exploitation de la ligne se révèle rapidement déficitaire en raison de la faible demande des passagers par rapport à l'offre. Ainsi, en septembre 1998, la ligne est prolongée jusqu'à Muroran sur l'île d'Hokkaidō et les fréquences sont abaissées à un départ tous les deux jours. 
Malgré les dispositions prises, la compagnie peine à attirer les passagers, si bien qu'en 2001, le Rainbow Bell et son jumeau sont retirés du service et remplacés par de nouvelles unités à la capacité moindre. Le Rainbow Bell est alors désarmé à Muroran. Inutilisé pendant environ trois ans, il est racheté en mars 2004 par la compagnie Marine Express.

#### Marine Express/Miyazaki Car Ferry (2004-2006)

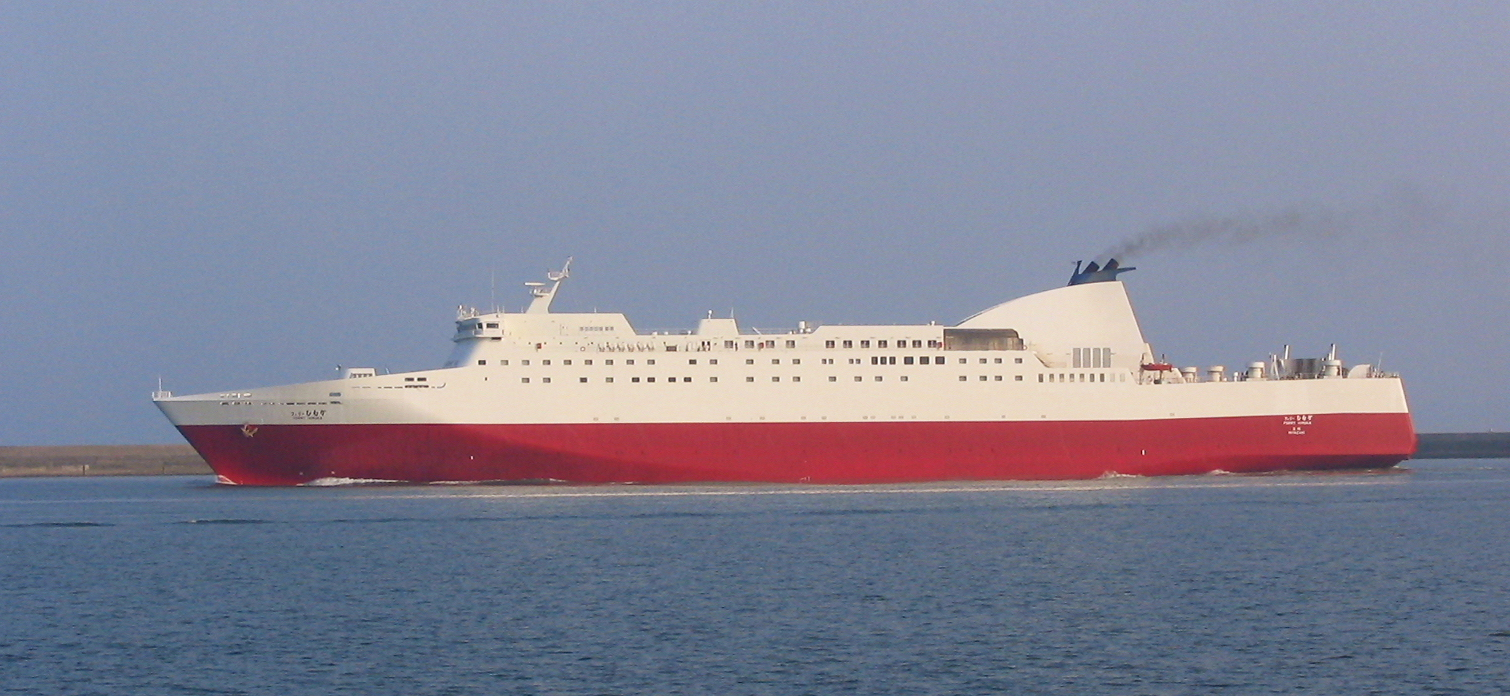
Le Ferry Himuka à Miyazaki en 2005.

Réceptionné par son nouveau propriétaire, le navire est rebaptisé Ferry Himuka. Après quelques travaux de transformation durant lesquels sa coque est repeinte en rouge, il est mis en service dans le courant de l'année 2004 entre Ōsaka et les villes de Hyūga et Miyazaki sur l'île de Kyūshū. 
En octobre de cette même année, il est transféré dans la flotte de la compagnie Miyazaki Car Ferry en raison des difficultés financières rencontrées par Marine Express. Il assure alors à partir de 2005 les traversées entre Ōsaka et Hyūga en compagnie du car-ferry Phoenix Express jusqu'à ce que Miyazaki Car Ferry ne décide finalement d'interrompre l'exploitation de la ligne en avril 2006. Désarmé à Nagasaki, le Ferry Himuka est acquis en novembre 2006 par la compagnie grecque Hellenic Seaways.

#### Hellenic Seaways (depuis 2006)
Renommé Ariadne, le navire quitte Nagasaki le 15 décembre 2006 pour rejoindre la Grèce. Arrivé à destination le 1er janvier 2007, il entre alors aux chantiers de Perama afin de bénéficier d'importants travaux de transformations visant à augmenter sa capacité mais surtout à adapter ses installations aux standards des lignes de la Méditerranée. À cet effet, les superstructures à l'arrière du navire sont allongées grâce à l'ajout de plusieurs blocs et les volumes déjà existants sont réaménagés avec de nouveaux bars et restaurants ainsi que de nouvelles cabines. Ces transformations s'achèvent en septembre 2007.
Le 25 septembre, le navire rénové est mis en service sur les lignes d'Hellenic Seaways entre Le Pirée et la Crète. En janvier 2008, il est affrété par la compagnie Minoan Lines qui le fait naviguer entre la Grèce et l'Italie. Lorsque le contrat prend fin en mars, il est désarmé au Pirée avant de retourner desservir la Crète sous affrètement par ANEK Lines.

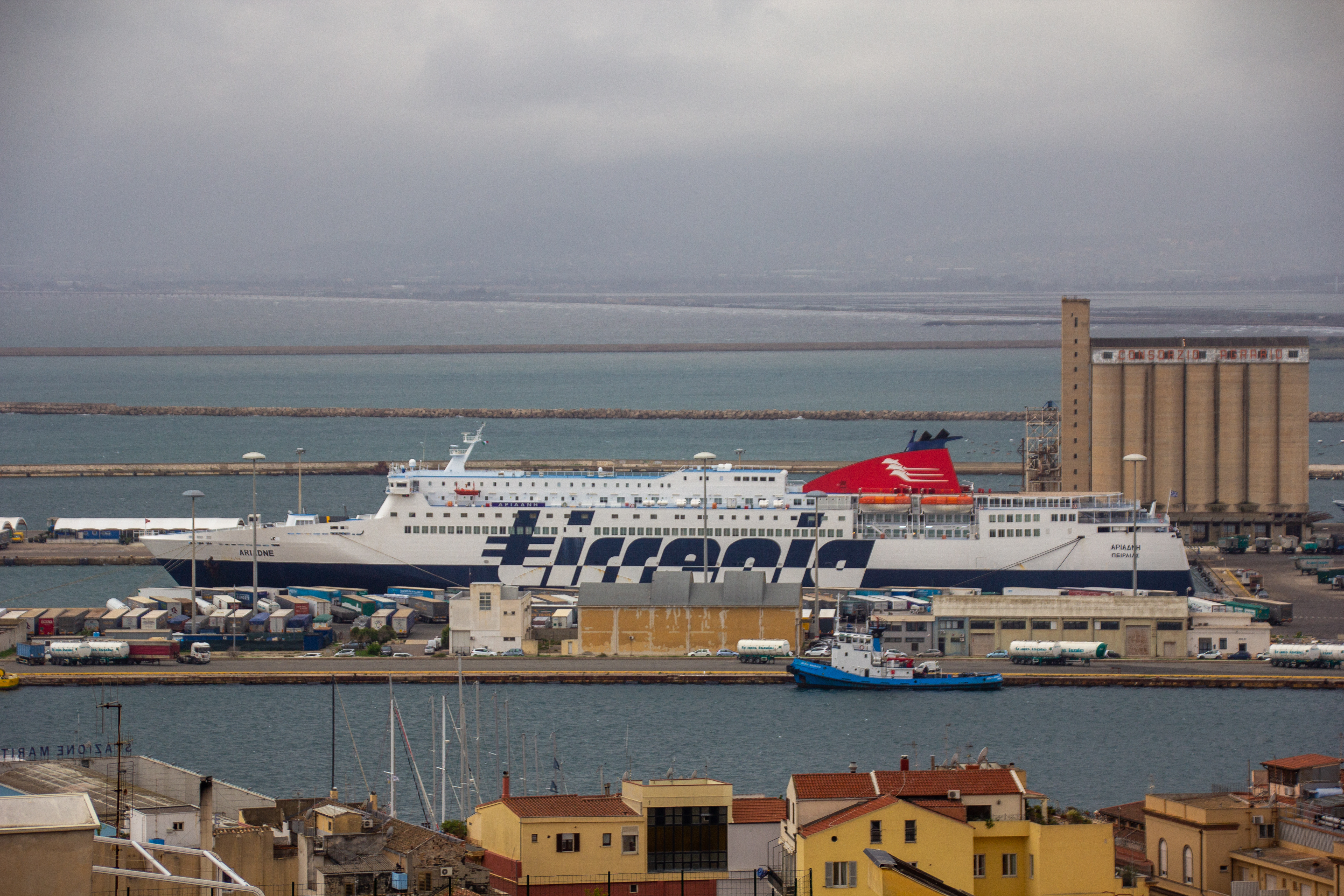
L’Ariadne sous les couleurs de Tirrenia à Cagliari.

À partir du mois de mai 2009, l‘Ariadne est affrété par la compagnie publique algérienne Algérie Ferries qui l'exploite durant la saison estivale entre l'Algérie, la France et l'Espagne. Le navire sera affrété par la compagnie algérienne chaque été jusqu'en 2013. Durant les basses saisons hivernales, il est affecté aux lignes d'Hellenic Seaways en mer Égée mais parfois vers la Turquie ou Israël comme durant l'hiver 2012-2013.
Au cours de l'hiver 2017-2018, le navire est affrété par la compagnie italienne Grandi Navi Veloci en remplacement d'un navire de sa flotte réquisitionné pour une mission humanitaire dans les Caraïbes. Il navigue sur les lignes de GNV entre l'Italie continentale et la Sicile jusqu'au mois de février 2018. À partir de mars, il est de nouveau affrété, cette fois-ci par la compagnie italienne Tirrenia qui l'exploite entre Naples et Cagliari, au sud de la Sardaigne.
En janvier 2021, Tirrenia met fin au contrat d'affrètement du navire qui retourne au sein de la flotte d'Hellenic Seaways. Après avoir retrouvé les couleurs de son propriétaire, celui-ci décide de l'employer sur ses lignes reliant Le Pirée aux Cyclades et au Dodécanèse.
En décembre 2023, le groupe Attica, maison mère de Hellenic Seaways, officialise le rachat de la compagnie ANEK Lines. Cette acquisition entraîne alors la réorganisation des flottes des compagnies du groupe au cours des mois suivants. Ainsi, l’Ariadne est transféré dès le mois de décembre au sein de la flotte de Superfast Ferries. Après un bref arrêt aux chantiers de Perama où sa coque est repeinte en rouge et les logos de Superfast sont ajoutés sur ses flancs et sa cheminée, le navire entre en service sur les liaisons entre la Grèce et l'Italie à partir du 15 décembre. Quelques mois plus tars, en mars 2024, il est de nouveau affrété par Algérie Ferries afin de remplacer le ferry Badji Mokhtar III le temps de son arrêt technique. Après avoir rejoint Alger le 22 mars, il commence ses rotations entre l'Algérie et la France le 24 mars. Restitué à Superfast en avril, il retourne brièvement naviguer à partir de mai entre Le Pirée et la Crète avant de basculer définitivement sur les liaisons greco-italiennes.

## Aménagements
L‘Ariadne possède 11 ponts. Deux d'entre sont inexistants au niveau des garages afin de permettre au navire de transporter du fret. Les locaux passagers occupent les ponts 7, 8 et 9 tandis que l'équipage loge au pont 10. Les ponts 3 et 5 abritent quant à eux les garages. 

### Locaux communs
À l'époque japonaise du navire, les passagers avaient à leur disposition un restaurant de 120 places, un café panoramique, deux bains publics (appelés sentō) mais aussi un karaoké, un cinéma de 48 places, une salle de sport ainsi qu'un fumoir.
Depuis les transformations effectuées par Hellenic Seaways, le navire est équipé sur le pont 7 d'un salon à l'avant et d'un self-service à l'arrière ainsi que d'une boutique et une salle de jeux.

### Cabines
À bord du Rainbow Bell les cabines étaient situées sur les ponts 7 et 8. Le navire était ainsi équipé de douze suites à deux places, six cabines à deux, dix cabines triples (cinq de style occidental et cinq de style japonais), 24 cabines occidentales à quatre et deux de style japonais à quatre et une à huit. Le navire disposait aussi de quatre dortoirs à douze et trois à huit.  
Aujourd'hui, le navire dispose de 145 cabines privatives sur les ponts 8 et 9 pour un total de 459 couchettes. Toutes les cabines disposent de sanitaires comprenant douche, WC et lavabo.

## Caractéristiques
L‘Ariadne mesure 195,95 mètres de long pour 27 mètres de large, son tonnage était à l'origine de 13 597 UMS (ce qui n'est pas exact, le tonnage des car-ferries japonais étant défini sur des critères différents), avant d'être porté à 30 882 UMS lors de sa refonte de 2007. Il pouvait, dans sa configuration initiale, embarquer 350 passagers et 77 véhicules dans un spacieux garage pouvant également contenir 154 remorques accessible par deux portes rampes latérale, l'une à la proue et l'autre à la poupe du côté tribord, et une porte axiale arrière. Aujourd'hui, le navire peut embarquer 2 045 passagers et 560 véhicules. Ses accès au garage n'ont pas été modifiées, bien qu'une rampe spécialement dédiée aux piétons ait été ajoutée à la poupe. La propulsion de l‘Ariadne est assurée par deux moteurs diesels Nippon Kokan-Pielstick 14PC4-2V développant une puissance de 33 980 kW entrainant deux hélices faisant filer le bâtiment à une vitesse de 24,9 nœuds. Il est en outre doté de deux propulseurs d'étrave, qui étaient à l'époque les plus puissants jamais installés sur un navire japonais, ainsi qu'un stabilisateur anti-roulis. Les dispositifs de sécurité étaient à l'époque essentiellement composés de radeaux de sauvetage mais aussi d'une embarcation semi-rigide de secours. Depuis 2007, le navire est équipé de quatre embarcations de sauvetage fermées de grande taille.

## Lignes desservies
Au début de sa carrière, le navire a assuré pour le compte de la compagnie Kyu-Etsu Ferry les lignes entre Honshū et Kyūshū sur l'axe Jōetsu - Fukuoka. À partir de 1998, la ligne est prolongée vers l'île d'Hokkaidō avec une escale à Muroran.
À partir de 2004, le navire a desservi la ligne de Marine Express entre Ōsaka, Hyūga et Miyazaki puis à partir de 2005 la ligne Ōsaka - Hyūga pour Miyazaki Car Ferry.
À compter de 2007, le navire a navigué pour Hellenic Seaways en mer Égée entre Le Pirée et la Crète mais aussi en mer Adriatique entre la Grèce et l'Italie sur la ligne Patras - Igoumenitsa - Venise sous affrètement par Minoan Lines et entre Patras, Igoumenitsa Corfou et Venise sous les couleurs d'ANEK Lines. 
Au cours des étés 2009 à 2013, le navire a navigué entre l'Algérie, la France et l'Espagne depuis Alger et Oran vers Marseille et Alicante sous affrètement par la compagnie Algérie Ferries.
Affecté en mer Égée durant l'hiver vers les îles de Chios ou de Lesbos, il a connu des affectations particulières vers Alexandrette en Turquie ou Haïfa en Israël au cours de l'hiver 2012-2013. 
Durant l'hiver 2017-2018, il a effectué des traversées entre l'Italie continentale et la Sicile sur la ligne Civitavecchia - Palerme sous affrètement par la compagnie Grandi Navi Veloci.
De mars 2018 à janvier 2021, l‘Ariadne effectue la liaison entre l'Italie continentale et la Sardaigne sur la ligne Naples - Cagliari sous les couleurs de la compagnie italienne Tirrenia.
De mars 2021 à décembre 2023, il est affecté aux liaisons d'Hellenic Seaways vers les archipels des Cyclades et du Dodécanèse entre Le Pirée et les îles de Syros, Patmos, Leros, Kalymnos, Kos et Rhodes.
Transféré au sein de Superfast Ferries, il navigue depuis décembre 2023 entre la Grèce et l'Italie sur la ligne Patras - Igoumenitsa - Venise. 